# Bonnieux
Bonnieux är en kommun i departementet Vaucluse i regionen Provence-Alpes-Côte d'Azur i sydöstra Frankrike. Kommunen ligger i kantonen Bonnieux som tillhör arrondissementet Apt. År 2022 hade Bonnieux 1 166 invånare.

## Befolkningsutveckling
Antalet invånare i kommunen Bonnieux
| Referens: INSEE |